# Алуштинський літературно-меморіальний музей С. М. Сергєєва-Ценського
Сергій Миколайович Сергєєв-Ценський відомий як автор багатьох романів, віршів, поем та найкращим його твором є «Перетворення Росії», над яким він працював 46 років та «Севастопольська страда».
У тридцятирічному віці, 1905 року, письменник приїжджає до Криму, в Алушту. А восени 1906 року заселяється до свого маєтку, що розташувався в урочищі Хурда-Тарли, на південному схилі гори Орлина.

## Архітектура будинку
Будівля маєтку двоповерхова, П-подібної форми, із дерев'яною верандою, їдальнею, кабінетом письменника, спальнею для дружини, зимовою кухнею та книгосховищем для домашньої бібліотеки. З південного боку будинку розташовані три входи, через які можна відразу потрапити до їдальні. Фасад будівлі поштукатурений, вікна основної частини прямокутні, а на веранді мають вигляд зламаної арки. З південного боку віконні прорізи зі складчастими фільончастими ставнями, а з північної частини будинку мають жалюзійні решітки.
Дах ламаний і багатоскатний, із металевим покриттям. Над верандою є навіс, у якому опори зроблені у вигляді різьблених дерев'яних коней.

## Особливості музейної експозиції
Літературно-меморіальний музей відкрито через три роки після смерті письменника, в 1961 році. Умовно вирізняють дві частини меморіальну (життєву) і літературну (творчу) частини експозиції, що дозволяє відслідкувати життя Сергія Миколайовича. Цікавим є огляд будинку, оскільки інтер'єр приміщень будинку залишився незмінними із часів проживання тут його власника.
Також екскурсантам пропонують оглянути ландшафтний парк із реліктовими і вічнозеленими породами рослин, знищений повністю в часи Другої світової війни та відновлений письменником у повоєнний період, пройтися кипарисовою алеєю та до склепу Сергія Миколайовича Сергєєва-Ценського, що розташувався на місці альтанки біля крутого обриву.
Частиною комплексу музейного комплексу є Дача Бекетова.